# 藤安辰次郎

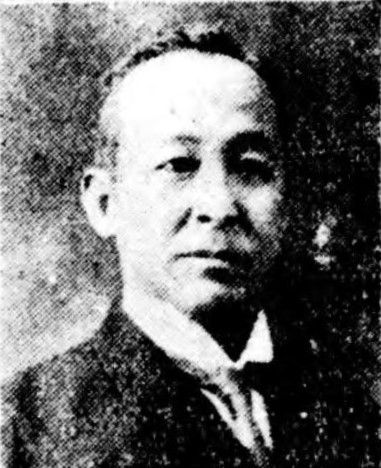
藤安辰次郎

藤安 辰次郎（ふじやす たつじろう、1862年4月26日（文久2年3月28日） - 1931年（昭和6年）3月2日）は、明治から昭和時代初期の政治家、実業家。貴族院多額納税者議員。

## 経歴
味噌・醤油・地酒醸造業、藤安喜左衛門の長男としてのちの鹿児島県に生まれ、1882年（明治15年）4月、家督を相続する。1893年（明治26年）鹿児島市区会議員に当選。ついで同市会議員、鹿児島県会議員、鹿児島商業会議所副会頭、鹿児島紡績社長、鹿児島朝日新聞代表取締役、百四十七銀行監査役、大隅鉄道取締役、鹿児島実業新聞取締役、薩摩製糸、鹿児島電気各取締役などを歴任した。
1925年（大正14年）鹿児島県多額納税者として貴族院議員に互選され、同年9月29日から務めたが、帝国議会開会のため滞京中に死去した。